# Wära
L'associazione del Wära è stata una società di scambi fondata ad Erfurt, in Germania, agli inizi della Grande depressione del 1929.
Lo scopo di questa, come quella di altre società simili, è quello di favorire lo scambio delle merci tra i suoi soci. Questo avveniva attraverso l'emissione di cosiddetti buoni scambio.
In poco meno di due anni, aderirono all'iniziativa circa mille tra ditte, commercianti e artigiani. Ai buoni scambio fu dato il nome di Wära.
Questi venivano emessi dalle filiali della società, in favore dei singoli individui o delle aziende, in cambio di valuta (marchi tedeschi e altre) o altri tipi di garanzie e beni materiali.
Presto i Wära cominciarono a circolare parallelamente, o forse è meglio dire concorrenzialmente, al marco tedesco. I dipendenti ricevevano una parte del loro stipendio in Wära che potevano poi essere utilizzati presso quegli esercenti che esponevano cartelli con scritto: "qui si accettano i Wära".
Ciò che rendeva particolare questo tipo di moneta era il fatto che fu dotata di un cosiddetto motore di circolazione che ne scoraggiava l'accumulo. Infatti ogni buono, aveva sul retro dodici caselle che andavano riempite all'inizio di ogni mese. Ogni casella annerita corrispondeva alla perdita del 1% del valore nominale del buono. Così si veniva incentivati a spendere i Wära entro la fine del mese allo scopo di preservarne il loro valore nominale.
Si poteva evitare o ridurre la perdita dell'1% depositando i buoni in una filiale cosicché potessero essere rimessi in circolazione.
Il desiderio di mantenere intatto il valore dei propri Wära faceva sì che essi venissero spesi o riportati in filiale. In ogni caso i buoni venivano mantenuti in circolazione.
Con la diffusione dei Wära crebbe anche l'attenzione delle banche tedesche che temevano che il marco, messo in difficoltà dalla grande crisi, venisse surclassato. Fu così che il ministero delle finanze proibì nell'ottobre del 1931 la circolazione di qualsiasi moneta di soccorso.
Questo primo esperimento lasciò il segno.
Pochi anni dopo si ripeté lo stesso in Austria, dove si diffuse l'utilizzo di certificati di lavoro.
Poi fu la volta della Svizzera, che verso la fine degli anni ottanta produsse i wir per opera della Banca WIR.
Più di recente abbiamo i lets in Canada e gli Ithaca hours nello stato di New York, negli Stati Uniti d'America.